# Rodney Stark
Rodney Stark (* 8. Juli 1934; † 21. Juli 2022 in Woodway, Texas) war ein US-amerikanischer Religionssoziologe.

## Leben
Stark wuchs in Jamestown, North Dakota, in einer lutherischen Familie auf. Er diente in der United States Army und arbeitete als Journalist, bevor er ein Studium an der University of California, Berkeley, begann. Nachdem er 32 Jahre an der University of Washington in Seattle unterrichtet hatte, wechselte er 2004 zur Baylor University im texanischen Waco, wo er Co-Direktor des Instituts für Religionsstudien wurde. Er war ein Verfechter der Theorie der rationalen Entscheidung in der Religionssoziologie, die er die „Theorie der religiösen Wirtschaft“ nannte, in der es auch Angebote und Nachfrage gebe.

## Stark-Bainbridge Theorie der Religion
Während der späten 1970er und 1980er Jahren arbeitete Stark mit William Sims Bainbridge an einer Theorie der Religion. Mit Bainbridge verfasste er die Bücher The Future of Religion (1985) und A Theory of Religion (1987). Heute wird die Theorie, die religiöses Engagement als Wechselverhältnis von Belohnungen und Ausgleichen erklärt, als eine Vorstufe für den expliziten Rückgriff auf ökonomische Prinzipien der Religion gesehen, den später Laurence R. Iannaccone und andere formulierten.

## Starks Thesen zur Verbreitung des Christentums
1. Das Christentum breitete sich in den ersten vier Jahrhunderten fast ausschließlich innerhalb individueller Freundes- und Bekanntenkreise entlang sozialer Strukturen durch Einzelbekehrungen aus. Persönliche Beziehungen waren das Geheimnis des Erfolges der Christen.
2. Die ersten Christen waren größtenteils nicht arm, sondern entstammten dem wohlhabenden Mittelstand, was auch die Finanzierung der Missionsarbeit ermöglichte und sicherstellte.
3. Der entscheidende Faktor waren die Frauen, die dann oft anschließend ihre Männer für das Christentum gewannen. Sie bekehrten sich nicht nur häufiger, sondern Mädchen waren auch unter den christlichen Kindern in der Überzahl, da Mädchen und Jungen bei Christen als gleichwertig galten, während die Heiden viele Mädchen töteten, was aus demografischen Gründen einen enormen Männerüberhang zur Folge hatte.
4. Das Christentum wuchs in den ersten vier Jahrhunderten statistisch verhältnismäßig gleichmäßig, so dass die Suche nach außerordentlichen Wachstumsfaktoren zu bestimmten Zeiten überflüssig ist.
5. Zwei wesentliche Wachstumsfaktoren waren die höhere Kinderzahl der Christen, da diese gegen Abtreibung und Kindesaussetzung – namentlich von Mädchen – waren, was zudem Adoption einschloss, und ihre intakten Familienstrukturen.
6. Ein weiterer wesentlicher Faktor war das soziale Engagement von Christen zu Zeiten von Seuchen und Naturkatastrophen, das mehr Christen überleben ließ als Heiden und viele Heiden zur Konversion zum Christentum bewog. Kaiser Konstantin der Große machte das Christentum zur Staatsreligion, weil dieses sich durch Bekehrungen schon soweit ausgebreitet hatte, dass ihm gar nichts anderes übrigblieb, um die staatliche Einheit des Römischen Reiches aufrechtzuerhalten.
7. Das Christentum wuchs nach der Konstantinischen Wende nicht schneller als vorher; falsch ist demnach die Ansicht, wonach nach der konstantinischen Wende sich Menschen massenweise zum Christentum bekehrten, weil sie sich dadurch diesseitige, materielle Vorteile erhofften.
Stark stellte in The Rise of Christianity die These auf, dass sich das Christentum allmählich durch einzelne Konversionen über soziale Netzwerke von Familie, Freunden und Kollegen verbreitet habe. Er verglich die Ausbreitung des Christentums in der Römischen Kaiserzeit mit der Geschichte der Kirche Jesu Christi der Heiligen der Letzten Tage im 19. und 20. Jahrhundert und kam zu dem Ergebnis, dass ein anhaltendes und kontinuierliches Wachstum zur enormen Verbreitung in den folgenden 200 Jahren geführt habe. Exponentielles Wachstum kennzeichne den Erfolg von Religionsgemeinschaften und Kirchen, nicht Massenkonversionen.
Stark ging davon aus, dass sich der christliche Glaube verbreitete, weil sich Frauen damit mehr befassten als mit hellenistischen Religionen. Das Engagement der christlichen Gemeinschaften bei der Bekehrung von Andersgläubigen und wankelmütigen Menschen sei geschwächt worden, als das Christentum in der Römischen Kaiserzeit zur Staatsreligion erklärt worden war. Dies steht im Einklang mit seinen Thesen zu zeitgenössischen Religionsbewegungen; diesen Thesen zufolge verlieren einst erfolgreiche Glaubensbewegungen wegen des Trittbrettfahrerproblems an Einfluss.

## Thesen zur Evolutionstheorie
Im Jahr 2004 veröffentlichte Stark in The American Enterprise, einer Onlinepublikation des American Enterprise Institute, einen Artikel, in dem er das angebliche Ersticken der Debatte über die Evolutionstheorie kritisiert. In "Facts, Fable and Darwin" kritisierte er den "darwinischen Feldzug" ("Darwinian Crusade") und dessen "Taktik der Inanspruchnahme", der nur eine Wahl zwischen Darwin und den biblischen Buchstabenglauben" ("tactic of claiming that the only choice is between Darwin and Bible literalism") zulasse. Er sei kein Kreationist, glaube aber, dass – obwohl "die Evolutionstheorie eine unüberwindbare Herausforderung für alle religiösen Ansprüche sei – akzeptiert werden müsse, dass unter den führenden Biologen die Herkunft der verschiedenen Arten noch nicht geklärt sei ("Though not a Creationist himself, he believes that though "the theory of evolution is regarded as the invincible challenge to all religious claims, it is taken for granted among the leading biological scientists that the origin of species has yet to be explained""). Er regte an, dass die Regierung der Vereinigten Staaten die Forderung aufhebe, in Schulen Darwins ´"fehlgeschlagenen Ansatz" als eine ewige Wahrheit zu verbreiten ("He suggests that governments "lift the requirement that high school texts enshrine Darwin’s failed attempt as an eternal truth."").

## Persönliche Religiosität
In dem Buch A Theory of Religion von 1987 beschreiben Stark und Bainbridge sich selbst als persönlich unfähig zum religiösen Glauben („personally incapable of religious faith“). In einem Interview wollte Stark 2004 ungern über seine eigene religiöse Sicht sprechen, sagte aber, dass er kein Mann des Glaubens sei, aber auch kein Atheist:

Interviewer: You once wrote that you’re ‚not religious as that term is conventionally understood.“
„Rodney Stark: That’s true, though I’ve never been an atheist. Atheism is an active faith; it says, ‚I believe there is no God.‘ But I don’t know what I believe. I was brought up a Lutheran in Jamestown, North Dakota. I have trouble with faith. I’m not proud of this. I don’t think it makes me an intellectual. I would believe if I could, and I may be able to before it’s over. I would welcome that.

„Interviewer: Sie schrieben einmal, dass Sie ‚nicht religiös in dem Sinne sind, wie der Begriff üblicherweise verstanden wird.“
„Rodney Stark: Das stimmt, wobei ich nie ein Atheist war. Atheismus ist ein aktiver Glaube; sie sagen, ‚Ich glaube, da ist kein Gott.‘ Aber ich weiß nicht, was ich glaube. Ich bin als Lutheraner in  Jamestown, North Dakota erzogen worden. Ich habe Probleme mit dem Glauben. Ich bin nicht stolz darauf. Ich denke nicht, dass es mich zu einem Intellektuellen macht. Ich würde gerne glauben, wenn ich könnte, und vielleicht bin ich dazu fähig, bevor alles vorüber ist. Ich würde das begrüßen.“

In einem Interview im Jahre 2007, nachdem Stark einen Posten an der Baylor University angenommen hatte, erklärte er, dass sich sein Selbstverständnis geändert habe und er sich nun als einen „unabhängigen Christen“ verstehe. In diesem Interview behauptete er, dass er schon immer ein „kultureller“ (cultural) Christ gewesen sei, der sich als „stark der westlichen Zivilisation verpflichtet“ verstanden habe. Über seine frühere Position schrieb er: 

“I was never an atheist, but I probably could have been best described as an agnostic.”

„Ich war nie ein Atheist, aber wahrscheinlich hätte man mich am besten als Agnostiker beschreiben können.“

## Rezensionen zuGod’s Battalions: The Case for the Crusades(deutsch:Gottes Krieger. Die Kreuzzüge in einem neuen Licht)
Starks Buch über die Orient-Kreuzzüge sei islamophob grundiert und habe „mehr mit einer revanchistischen Kampfschrift als mit seriöser Historiographie zu tun“, urteilte der Rezensent der FAZ. „Mit seiner plumpen Parteinahme [für die christlichen Kreuzfahrer] und seinen undifferenzierten, ja verantwortungslosen historischen Urteilen hat der Autor seine wissenschaftliche Reputation aufs Spiel gesetzt.“
Hellmuth Vensky von der deutschen Zeit war in seiner Beurteilung etwas sachlicher. Er benannte das Hauptargument Starks, dass die Kreuzzüge eine Reaktion auf die islamische Eroberung des südlichen und östlichen Mittelmeerraumes waren. Er warf aber Stark auch Einseitigkeit vor, weil dieser die christlichen Krieger idealisiere und deren Grausamkeiten weitgehend negiere.
Andere Medienstimmen wie Deutschlandfunk, Österreichischer Rundfunk und WDR 3 reagierten weitaus wohlwollender auf die Veröffentlichung Starks.

## Schriften
Stark hat nach eigenen Angaben 28 Bücher und 144 Artikel veröffentlicht.
Religionssoziologie
- Christian Beliefs and anti-Semitism, with Charles Y. Glock. 1966
- American Piety, with Charles Y. Glock. 1968
- Police Riots; Collective Violence and Law Enforcement, 1972.
- The Future of Religion: Secularization, Revival, and Cult formation, with William Sims Bainbridge. 1985
- A Theory of Religion, with William Sims Bainbridge. 1987
- Religion, Deviance, and Social Control, with William Sims Bainbridge. 1996
- The Churching of America 1776–1992: Winners and Losers in Our Religious Economy, with Roger Finke. 1992; 2. Auflage unter dem Namen The Churching of America 1776–2005: Winners and Losers in Our Religious Economy. 2005
- The Rise of Christianity: A Sociologist Reconsiders History. 1996
  - deutsch: Der Aufstieg des Christentums. Neue Erkenntnisse aus soziologischer Sicht. Beltz Athenäum 1997. ISBN 978-3-89547-713-3
- Acts of Faith: Explaining the Human Side of Religion, with Roger Finke. 2000
- One True God: Historical Consequences of Monotheism. 2001, ISBN 978-0-691-11500-9
- For the Glory of God: How Monotheism Led to Reformations, Science, Witch-Hunts, and the End of Slavery. 2003, ISBN 978-0-691-11436-1
- Exploring the Religious Life. 2004, ISBN 0-8018-7844-6
- The Victory of Reason: How Christianity Led to Freedom, Capitalism, and Western Success. 2005, ISBN 0-8129-7233-3.
- The Rise of Mormonism. 2005, ISBN 0-231-13634-X.
- Cities of God: The Real Story of How Christianity Became an Urban Movement and Conquered Rome, 2006.
- Discovering God: A New Look at the Origins of the Great Religions and the Evolution of Belief, Harper Collins, New York City 2007, ISBN 978-0-06-162601-2.
- God’s Battalions: The Case for the Crusades, 2009.
  - Gottes Krieger: Die Kreuzzüge in neuem Licht. Haffmans & Tolkemitt, Übersetzer: Klaus Binder und Bernd Leineweber. ISBN 978-3-942989-85-5
- The Triumph of Christianity: How the Jesus Movement Became the World’s Largest Religion, 2011, ISBN 0-06-200768-8.
- How the West Won: The Neglected Story of the Triumph of Modernity, 2014, Intercollegiate Studies Institute, ISBN 1-61017-085-7.
- America's Blessings: How Religion Benefits Everyone, Including Atheists, 2012, Templeton Foundation Pr, ISBN 978-1-59947-412-0.
- Reformation Myths: Five Centuries of Misconceptions and (Some) Misfortunes, 2017, Spck Publishing, ISBN 978-0-281-07827-1.
- Bearing False Witness: Debunking Centuries of Anti-Catholic History, 2017, Templeton Foundation Pr, ISBN 978-1-59947-536-3.

Allgemeine Soziologie
- Sociology. 1985. An introductory college sociology text that has been through ten editions as of 2007.